# Michimasa Nakai
Pour les articles homonymes, voir Nakai.
Michimasa Nakai, né le 22 septembre 1994 à Ōtsu, est un coureur cycliste japonais.

## Palmarès sur route

### Par années
- 2015
  -  Champion du Japon sur route espoirs

### Classements mondiaux
| Année         | 2017 |
| ------------- | ---- |
| UCI Asia Tour | 560e |

## Palmarès en cyclo-cross
- 2011-2012
  - 3e du championnat du Japon de cyclo-cross juniors